# Liste der türkischen Botschafter in Bahrain
Der Botschafter leitet die Botschaft in Manama.
| Ernennung Akkreditierung | Botschafter    | Bemerkung | Ministerpräsident der Türkei | Premierminister von Bahrain   | Posten verlassen |
| ------------------------ | -------------- | --- | ---------------------------- | ----------------------------- | ---------------- |
| 26. Juni 1987            | Yavuz Aktaş    | | Turgut Özal                  | Chalifa bin Salman Al Chalifa | 16. Sep. 1988    |
| 30. Sep. 1988            | Erkut Onart    | | Turgut Özal                  | Chalifa bin Salman Al Chalifa | 15. Sep. 1990    |
| 19. Dez. 1990            | Günaltay Şibay | | Yıldırım Akbulut             | Chalifa bin Salman Al Chalifa | 18. Juni 1993    |
| 30. Juni 1993            | Aydemir Erman  | | Tansu Çiller                 | Chalifa bin Salman Al Chalifa | 17. Feb. 1998    |
| 27. Feb. 1998            | Engin Türker   | | Mesut Yılmaz                 | Chalifa bin Salman Al Chalifa | 22. Mai 2001     |
| 1. Juni 2001             | Hilal Başkal   | | Bülent Ecevit                | Chalifa bin Salman Al Chalifa | 20. Dez. 2005    |
| 30. Dez. 2005            | Haldun Otman   | | Recep Tayyip Erdoğan         | Chalifa bin Salman Al Chalifa | 15. Juli 2010    |
| 1. Aug. 2010             | Ahmet Ülker    | | Recep Tayyip Erdoğan         | Chalifa bin Salman Al Chalifa | 1. Nov. 2013     |
| 6. Nov. 2013             | Hatun Demirer  | Studium Internationale Beziehungen Technische Universität des Nahen Ostens, 1990: Eintritt in den auswärtigen Dienst, 1990–1993: Abteilung Forschung, 1993–1995: Gesandtschaftssekretärin in Kopenhagen, 1995–1997: Generalkonsulat in Brüssel, 1997–1999: Gesandtschaftssekretärin in Bukarest, 2002–2004: Generalkonsulat in New York City, 2004–2006: Gesandtschaftssekretärin in Beirut, 2008–2009: Bei der Mission beim Europarat in Straßburg. | Recep Tayyip Erdoğan         | Chalifa bin Salman Al Chalifa |                  |